# Miguel Ángel Nieto
Miguel Ángel Nieto de la Calle (Madrid, 12 gennaio 1986) è un ex calciatore spagnolo, di ruolo centrocampista.